# Bedlington
Bedlington is een plaats in het bestuurlijke gebied Wansbeck, in het Engelse graafschap Northumberland. De plaats telt 15.400 inwoners.

## Geboren
- Chris Dobey (1990), darter